# Санта-Крус-де-ла-Сьєрра
Санта-Крус-де-ла-Сьєрра (аймар. Santa Krus ісп. Santa Cruz de La Sierra), часто відомий як просто Санта-Крус — столиця болівійського департаменту Санта-Крус на сході країни. З населенням 1 528 683 мешканців (офіційна оцінка, 2006 рік) або 1 862 911 мешканців в агломерації, це найбільше місто країни, дещо більше за фактичну столицю країни Ла-Пас.

## Клімат
Місто знаходиться у зоні, котра характеризується кліматом тропічних саван. Найтепліший місяць — січень із середньою температурою 26.1 °C (79 °F). Найхолодніший місяць — червень, із середньою температурою 20 °С (68 °F).
| Клімат Санта-Круса      | Клімат Санта-Круса | Клімат Санта-Круса | Клімат Санта-Круса | Клімат Санта-Круса | Клімат Санта-Круса | Клімат Санта-Круса | Клімат Санта-Круса | Клімат Санта-Круса | Клімат Санта-Круса | Клімат Санта-Круса | Клімат Санта-Круса | Клімат Санта-Круса | Клімат Санта-Круса |
| Показник                | Січ.               | Лют.               | Бер.               | Квіт.              | Трав.              | Черв.              | Лип.               | Серп.              | Вер.               | Жовт.              | Лист.              | Груд.              | Рік                |
| Абсолютний максимум, °C | 36                 | 37                 | 36                 | 37                 | 33                 | 32                 | 32                 | 33                 | 35                 | 37                 | 37                 | 37                 | 37                 |
| Середній максимум, °C   | 29                 | 30                 | 29                 | 27                 | 25                 | 23                 | 24                 | 26                 | 27                 | 30                 | 30                 | 30                 | 27                 |
| Середня температура, °C | 26                 | 26                 | 26                 | 24                 | 21                 | 20                 | 20                 | 22                 | 23                 | 25                 | 26                 | 26                 | 23                 |
| Середній мінімум, °C    | 22                 | 22                 | 22                 | 20                 | 18                 | 16                 | 16                 | 17                 | 18                 | 21                 | 21                 | 22                 | 20                 |
| Абсолютний мінімум, °C  | 11                 | 6                  | 5                  | 11                 | 5                  | 1                  | 0                  | 5                  | 7                  | 12                 | 7                  | 15                 | 0                  |
| Норма опадів, мм        | 200                | 130                | 120                | 110                | 90                 | 70                 | 60                 | 40                 | 70                 | 100                | 120                | 170                | 1230               |
| Днів з опадами          | 12                 | 9                  | 10                 | 8                  | 7                  | 7                  | 5                  | 3                  | 5                  | 6                  | 7                  | 12                 | 91                 |
| Вологість повітря, %    | 75                 | 75                 | 75                 | 75                 | 75                 | 75                 | 65                 | 60                 | 60                 | 65                 | 70                 | 75                 | 70.4               |
| ----------------------- | ------------------ | ------------------ | ------------------ | ------------------ | ------------------ | ------------------ | ------------------ | ------------------ | ------------------ | ------------------ | ------------------ | ------------------ | ------------------ |
| Джерело: Weatherbase    |                    |                    |                    |                    |                    |                    |                    |                    |                    |                    |                    |                    |                    |